# Gulfstream G650
Gulfstream G650 — реактивный двухдвигательный самолёт бизнес-класса, выпускаемый корпорацией Gulfstream Aerospace. Самолёт способен перевозить от 11 до 18 пассажиров. Разработка самолёта началась в 2005 году, а официально было объявлено о проекте в 2008 году. G650 является флагманом Gulfstream Aerospace, являясь самым быстрым самолётом в своём классе со скоростью 0,925 Маха.
В 2014 Национальная ассоциация аэронавтики США (NAA) вручила компании Gulfstream Aerospace престижную премию Robert J. Collier Trophy за разработку G650. Как сообщает комитет, флагман Gulfstream «укрепляет деловую авиацию с помощью значительных технологических достижений в летно-технических характеристиках, комфорте салона и безопасности». Существует версия самолёта с увеличенной дальностью полёта под названием G650ER.

## Разработка
В мае 2005 года была начата разработка проекта самолёта Gulfstream G650, официальное объявление которого состоялось 13 марта 2008 года. По заявлению компании Gulfstream Aerospace, новый самолёт должен был стать самым большим, быстрым и дорогим в линейке.
25 ноября 2009 состоялся первый полет Gulfstream G650. Самолёт пробыл в воздухе 12 минут, достигнув высоты в 6600 футов и скорости в 170узлов.
G650 летает на дальние расстояния со скоростью 0,85-0,90 Маха, способен развивать максимальную скорость до 0,925 Маха и покрыть расстояние в 13 000 км (7000 морских миль). Самолёт оснащён полноценной кухней, баром, на нём может быть установлена спутниковая телефония и беспроводной интернет. На G650 установлены два мощных двигателя Rolls-Royce BR725.
Снаряженная масса самолёта составляет менее 24,91 тонн, он способен приземляться в небольших аэропортах по всему миру. Для наилучшего использования внутреннего объёма салона, конструкторы Gulfstream Aerospace отказались от обычного круглого сечения фюзеляжа в пользу овала.
Ширина салона составляет 2,59 метра, а высота 1,96 метра, что позволяет сконструировать салон для перевозки от 11 до 18 человек. Фюзеляж и крыло G650 изготавливаются из алюминиевых сплавов с применением стали и титана, так же как и в предыдущих моделях Gulfstream. Также в самолёте используются композиты: в конструкции стабилизаторов, рулей высоты и направления, пола салона, заднего гермошпангоута, мотогондол, законцовок крыла и различных обтекателей. На каждой из сторон самолёта установлены по 8 больших овальных иллюминаторов шириной 71 см. В фюзеляже применен новый способ соединения деталей, что привело к отказу от использованию заклёпок и уменьшению количества деталей по сравнению с G550.
G650 обладает заново сконструированным крылом площадью 119,2 м² с самым низким показателем удельной нагрузки среди всех «ультрадальних» самолётов корпоративного класса. В результате взлетная и посадочная скорости получились приемлемо низкими.
Самолёт оборудован электродистанционной системой управления (ЭДСУ, Fly-by-Wire). Такая система повсеместно используется на коммерческих самолётах, но впервые была применена в бизнес-авиации только в 2008 году на самолёте Falcon 7X.
Разработка крыла была окончена в 2006 году. Тестовые испытания на протяжении 1400 часов закончились в 2008 году. К этому времени самолёт также успешно завершил испытания на давление и перегрузки в салоне.
G650 осуществил самостоятельную рулёжку 26 сентября 2009 года. 29 сентября он был представлен публике. Первый полёт был совершён 25 ноября 2009 года.
Лётные испытания на максимальной скорости 0,925 Маха были завершены 4 мая 2010 года. В апреле 2011 года G650 разбился во время тестовых испытаний. 28 мая 2011 года тестовым самолётам G650 было разрешено продолжить испытания.
7 сентября 2012 года G650 получил сертификат годности от Федерального управления гражданской авиации США.
Первая поставка состоялась 27 декабря 2012 года американскому предпринимателю Престону Хенну. В 2013 году базовая стоимость G650 составляла $64,5 млн, но самолёты были раскуплены на 3 года вперед. Некоторые из первых владельцев перепродавали свой самолёты по цене более $70 млн. Престон Хенн продал свой G650 и сумел заработать около $12,5 млн. Так же за $72 млн Freestream Aircraft продал G650 Берни Экклстоуна тайскому бизнесмену. Компания Jet Business перепродала G650 частной японской инвестиционной компании за $70 млн.
18 мая 2014 года Gulfstream Aerospace объявила о создании новой версии G650 с увеличенной дальностью полёта G650ER. G650ER способен пролететь 13 890 км. G650ER совершил безостановочный перелёт Гонконг—Тетерборо, Нью-Джерси (США), преодолев дистанцию в 13 879 км (7494 морские мили). Также был осуществлен беспосадочный перелёт Лос-Анджелес—Мельбурн. Любой G650 может быть достаточно быстро переоборудован в G650ER. G650ER получил сертификат годности в октябре 2014 года и уже в конце осени этого же года начались первые поставки. Самолёту принадлежит несколько мировых рекордов скорости, включая перелёт через весь земной шар с одной остановкой: Нью-Йорк—Пекин—Саванна в феврале 2015.
Летом 2016 года G650ER стал первым частным самолётом, осуществившем перелёт через Северный Полюс. Бизнес-самолёт совершил полёт из Stewart International Airport (Нью-Йорк) в Пекин (Китай). Время полёта составило 12 часов 8 минут.
К 2019 году Gulfstream Aerospace поставил более 355 самолётов G650.

## Модификации
G650
Первоначальная версия самолёта
G650ER
Самолёт с увеличенной дальностью полёта и увеличенной взлетной массой. Способен перелететь 13 900 км (7500 морских миль) на скорости 0,85 Маха. Сертифицирован в октябре 2014 года. Стоимость модификации G650 в G650ER составляет $2 млн. Стоимость нового самолёта G650ER в 2014 году составляла $66,5 млн.

## Происшествия
2 апреля 2011 года в аэропорту Roswell International Air Center, находящемся в 11 километрах от Розуэлла, один из испытательных самолётов потерпел катастрофу. На борту самолета находилось четыре человека — два пилота и два инженера-испытателя компании Gulfstream. Все они погибли. Самолёт проходил испытания на взлёт с одним работающим двигателем — имитацию отказа одного из двигателей. Самолёт кратковременно поднялся в воздух с большим углом атаки, затем зацепил полосу правым крылом, заскользил по полосе и загорелся.
Национальное бюро по безопасности на транспорте США (NTSB) считает, что во время взлета с максимальным взлетным весом с имитацией отказа одного двигателя самолёт испытал неуправляемое асимметричное аэродинамическое сваливание, правое крыло зацепило полосу, самолет сошел с полосы вправо, остановился у диспетчерской вышки и загорелся. Непосредственной причиной случившегося NTSB называет «настойчивые и агрессивные попытки испытательного экипажа совершить взлет на ошибочно низких скоростях».

## Лётно-технические характеристики
Даны расчётные характеристики с сайта производителя.
| Параметр                        | G650                                  | G650ER                                |
| ------------------------------- | ------------------------------------- | ------------------------------------- |
| Масса пустого                   | 24 500 кг                             | 24 500 кг                             |
| Максимальная взлетная масса     | 45 200 кг                             | 46 992 кг                             |
| Длина                           | 30,41 м                               | 30,41 м                               |
| Размах крыла                    | 30,36 м                               | 30,36 м                               |
| Высота                          | 7,82 м                                | 7,82 м                                |
| Силовая установка               | 2× ТРДД Rolls-Royce Deutschland BR725 | 2× ТРДД Rolls-Royce Deutschland BR725 |
| Максимально допустимая скорость | 0,925М                                | 0,925М                                |
| Максимальная скорость           | 1133.2 км/ч (0,925 М)                 | 1133.2 км/ч (0,925 М)                 |
| Крейсерская скорость            | 1041.3 км/ч (0,85 М)                  | 1041.3 км/ч (0,85 М)                  |
| Практическая дальность          | 12 960 км                             | 13900 км                              |
| Практический потолок            | 15 500 м                              | 15 500 м                              |